# 히카쓰촌
히카쓰촌(日勝村)은 사이타마현 미나미사이타마군에 속했던 촌이다. 현재의 시라오카시의 일부에 해당한다.

## 역사
- 1889년 4월 1일 - 정촌제 시행에 의해 미나미사이타마군  오카이즈미촌, 사나가야촌, 센다노촌, 고구키촌, 가미노다촌, 시모노다촌, 쓰메네가야촌, 오타아라이촌, 히코베에촌이 성립하였다.
- 1895년 4월 1일 - 오카이즈미촌, 사나가야촌, 센다노촌, 고구키촌, 가미노다촌, 시모노다촌, 쓰메네가야촌, 오타아라이촌, 히코베에촌이 합병해, 히카쓰촌이 성립하였다.
- 1954년 9월 1일 - 시노쓰 촌, 히카치 촌과 오야마 촌 일부와 합병해 시라오카정이 되어 소멸하였다.